# Miss Perú 2018
Miss Perú 2018 fue la 66.ª edición del Miss Perú, que se realizó el 29 de octubre de 2017 como solución a la polémica de la elección de Prissila Howard en el Miss Universo de 2017, fue el primer certamen realizado en un fecha extraoficial. En aras de preparar a la ganadora que representará al Perú en el concurso Miss Universo 2018. El segundo lugar representará al Perú en Miss Grand Internacional 2018. Las misses que completan el cuadro final serán enviadas a diferentes certámenes de belleza internacionales representando al Perú.

## Resultados
| Título                                                | Candidata | Resultados Internacionales |
| Miss Perú Universo 2018 Miss Perú Universo            | - Callao - Romina Lozano | No clasificó |
| Miss Perú Grand 2018 1.ª finalista                    | - Loreto - Andrea Moberg | Top 20 |
| Miss Perú Eco 2018 2.ª finalista                      | - Arequipa - Kelin Rivera Kroll | Segunda finalista |
| Miss Reina Hispanoamericana Perú 2018 3.ª finalista   | - Surco - Jessica McFarlane | Top 10 |
| Miss Reina Mundial del Banano Perú 2018 4.ª finalista | - Huánuco - Luciana Fernández | Primera finalista |
| Miss Face of Beauty Perú 2018 5.ª finalista           | - Distrito Capital – Samantha Batallanos                                                                                           | No clasificó |
| Top 9                                                 | - Ica - Bélgica Guerra - La Libertad - Melody Calderon - Rímac - Juana Acevedo Chumpitaz                                           | - Ica - Bélgica Guerra - La Libertad - Melody Calderon - Rímac - Juana Acevedo Chumpitaz                                           |
| Top 13                                                | - Tacna - Vania Osusky - Piura - María José Seminario - San Juan de Miraflores - Pilar Orúe - Chorrillos - Kristel Aranda Schoster | - Tacna - Vania Osusky - Piura - María José Seminario - San Juan de Miraflores - Pilar Orúe - Chorrillos - Kristel Aranda Schoster |

## Producción
Para esta edición 150 candidatas de todos los departamentos y distritos del Perú se presentaron al casting inicial, de las cuales solo quedaron 51 en competencia, posteriormente 30. Las 30 candidatas ingresaron a un reality llamado «La Casa de las Reinas», donde al finalizar fueron eliminadas 2 candidatas.
Esta elección se convirtió en una plataforma que se opuso a la violencia contra las mujeres en el Perú. Por lo tanto, cuando las 23 candidatas tomaron la palabra para especificar sus medidas, cada una anunció una cifra correspondiente a la violencia diaria sufrida por las mujeres que viven en Perú. La secuencia finalizó con el mensaje del presentador: «Esta noche no solo estamos hablando de estas 23 mujeres, esta noche estamos hablando de todas las mujeres en nuestro país que tienen derechos y merecen respeto». Estas declaraciones se pueden relacionar con la denuncia del caso Weinstein, que se hizo público semanas antes del certamen, y se hacen eco de manifestaciones contra la violencia de género en el país.

## Premios especiales
- Miss Internet - Loreto - Andrea Moberg
- Reina Rosa 2017 - Loreto - Andrea Moberg
- Mejor Sonrisa - Piura - María José Seminario

## Candidatas
| Ciudad/Distrito   | Candidata                 | Edad | Estatura |
| ----------------- | ------------------------- | ---- | -------- |
| Amazonas          | Pilar Orue                | 26   | 1,75 m   |
| Arequipa          | Kelin Rivera Kroll        | 23   | 1,78 m   |
| Cajamarca         | Melina Machuca            | 25   | 1,75 m   |
| Callao            | Romina Lozano             | 20   | 1,80 m   |
| Cañete            | Almendra Marroquín        | 19   | 1,74 m   |
| Chorrillos        | Kristel Aranda Schoster   | 25   | 1,74 m   |
| Distrito Capital  | Samantha Batallanos       | 23   | 1,74 m   |
| España Perú       | Susan Rodríguez de La Paz | 27   | 1,65 m   |
| Huánuco           | Luciana Fernández         | 24   | 1,68 m   |
| Ica               | Bélgica Guerra            | 23   | 1,64 m   |
| Iquitos           | Fabiola Díaz Zubiate      | 26   | 1,75 m   |
| La Libertad       | Melody Calderón           | 25   | 1,76 m   |
| La Punta          | Camila Canicoba           | 18   | 1,74 m   |
| Loreto            | Andrea Moberg             | 23   | 1,73 m   |
| Piura             | María José Seminario      | 25   | 1,74 m   |
| Rímac             | Juana Acevedo Chumpitaz   | 22   | 1,64 m   |
| Sullana           | Karen Cueto               | 28   | 1,77 m   |
| Surco             | Jessica McFarlane         | 27   | 1,77 m   |
| Tacna             | Vania Osusky              | 20   | 1,74 m   |
| Trujillo          | Noelia Castro             | 19   | 1,68 m   |
| Tumbes            | Pierina Meléndez          | 26   | 1,74 m   |
| Ucayali           | Diana Rengifo             | 26   | 1,80 m   |
| Villa El Salvador | Francesca Chávez          | 26   | 1,73 m   |

## Jueces
- Magaly Medina - Periodista y Productora de TV
- Jessica Newton - Presidenta de la Organización Miss Perú
- Luciana Olivares - Gerenta de Estrategia y Contenido de Latina Televisión
- Micael Seo - Gerente de Marketing de LG
- Dra. Paola Ochoa - Directora de Estética Dental de la Clínica Infinity
- Deborah de Souza - Miss Perú 1993
- Selene Noblecilla - Presidenta del concurso Reina Mundial Banano
- Ernesto Bejarano - Gerente de Marketing de Marina Sal - EMSAL S.A.
- Lady Guillén - Abogada y Presentadora de TV.

## Invitados musicales
- Desfile en Traje de Baño – Leslie Shaw - «Siempre Más Fuerte»
- Desfile en Traje de Gala – Deyvis Orosco - «Popurrí en Homenaje al Grupo Néctar» (El Arbolito/ Ojitos Hechiceros/ No Te Creas Tan Importante)
- Mirella Paz – Himno Oficial del Miss Perú (compuesto por Coco Tafur)
- Ezio Oliva & Jonathan Molly - «Cómo le Hago»